# Stanisław Łoban
Stanisław Serhijowycz Łoban, ukr. Станіслав Сергійович Лобан (ur. 15 lutego 1977 w Odessie) – ukraiński piłkarz, grający na pozycji pomocnika lub napastnika.

## Kariera piłkarska

### Kariera klubowa
Wychowanek SDJuSSzOR Czornomoreć Odessa. Pierwszy trener S.Semenow. W 1995 rozpoczął karierę piłkarską w amatorskim zespole Łotto Odessa, który w 1997 po fuzji z SK Odessa, przyjął nazwę SKA-Łotto Odessa. Latem 1998 został zaproszony do Czornomorca Odessa, ale nie zagrał żadnego meczu i w następnym roku został wypożyczony do bułgarskiego Hebaru Pazardżik. Potem nie długo grał w amatorskim zespole Ukraina-Sojuz Szewczenkowe, a po odrodzeniu Czornomorca-2 Odessa latem 1999 zasilił jego skład. Od 2001 bronił barw amatorskiego zespołu Łokomotyw Odessa, skąd w drugiej połowie 2002 roku odszedł na pół roku do Torpedo-d Moskwa. W 2004 powrócił do zawodowej piłki nożnej. Występował w klubach Stal Dnieprodzierżyńsk i Podilla Chmielnicki, po czym na początku 2006 wyjechał do Azerbejdżanu, gdzie wywalczył z Bakı FK mistrzostwo kraju. Ale latem 2006 wrócił do Ukrainy i do końca roku grał w klubie Naftowyk-Ukrnafta Ochtyrka. Potem występował w amatorskich zespołach Drużba Narodiw Odessa, O.L.KAR. Szarogród, Syhma Chersoń i Soniaczna Dołyna Odessa. Podczas przerwy zimowej sezonu 2009/10 podpisał kontrakt z Dnister Owidiopol, który latem 2011 zmienił nazwę na FK Odessa. Latem 2012 zakończył karierę piłkarską.

## Sukcesy i odznaczenia

### Sukcesy klubowe
- mistrz Azerbejdżanu: 2006